# スーダン解放軍
スーダン解放軍（―かいほうぐん、SLA）はスーダン西部ダルフールの反政府武装勢力の一つスーダン解放運動（アラビア語：حركة تحرير السودان, ḥarakat taḥrīr as-Sūdan, SLM）の軍事部門で2003年以降のダルフール紛争における主要な軍事組織である。2002年にダルフール解放戦線（DLF）の名で結成され分離独立を掲げたが、2003年以降はジャンジャウィードの攻撃に対抗したフール人を中心とした緩やかな組織で「ハルツーム政権を打倒し、民主的で統一されたスーダンを創る」としてアブデルワヒド・モハマド・ヌールが指導者となった。2006年1月20日には正義と平等運動（JEM）と統合して西部スーダン革命勢力同盟（ARFWS）を結成すると発表したが5月までに不調に終わった。

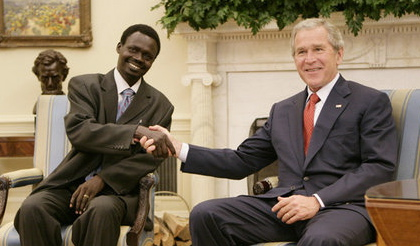
ブッシュと握手するミナウィ（2006年7月25日ワシントン）

2006年5月ザガワのミニ・ミナウィ率いるSLAミナウィ派は反政府勢力の中で唯一スーダン政府との和平合意（DPA）に応じたが、フール人には合意内容への反対が強くヌールやアフメド・アブドゥルシャフィ・バッセイら和平反対派のSLAグループ19などと分裂した。ヌールはフール人民衆の支持は得ているが、組織としてはバッセイ派などが分裂した。ミナウィ派はこれ以降政府側から戦闘に参加し住民に暴力を振るうようになった。2006年8月にはミナウィ派以外のSLAが他の武装勢力と結成した国民救済戦線とミナウィ派の指揮するジャンジャウィードが交戦した。ミナウィはオマル・アル＝バシール政権の特別顧問となり、2007年4月にはダルフール暫定地域機構 (Transitional Darfur Regional Authority) の議長に就任した。
2007年9月30日にSLAが南ダルフール州ハスカニタのアフリカ連合ダルフール派遣団 （AMIS）の基地を襲い、10月5日にはジャンジャウィードがAMISを襲った。

## 脚註
1. ↑  川端正久「視点・論点『ダルフール紛争の解決へ』」、NHK解説委員室ブログ、2007年8月7日。
2. ↑  「スーダン：国連平和維持軍がダルフールに展開されなければ民間人の安全が確保できない」アムネスティ国際ニュース、2006年8月17日、AI Index: AFR 54/037/2006。
3. ↑  ジム・ローブ「スーダン：ダルフール和平合意が暴動を激化」JANJAN/IPS、2006年8月9日/8月18日
4. ↑  「アムネスティ最新報告書 『Sudan: Crying out for safety（スーダン：安全をもとめる悲痛な声）』抜粋 」2006年10月5日。